# Henry Ventur

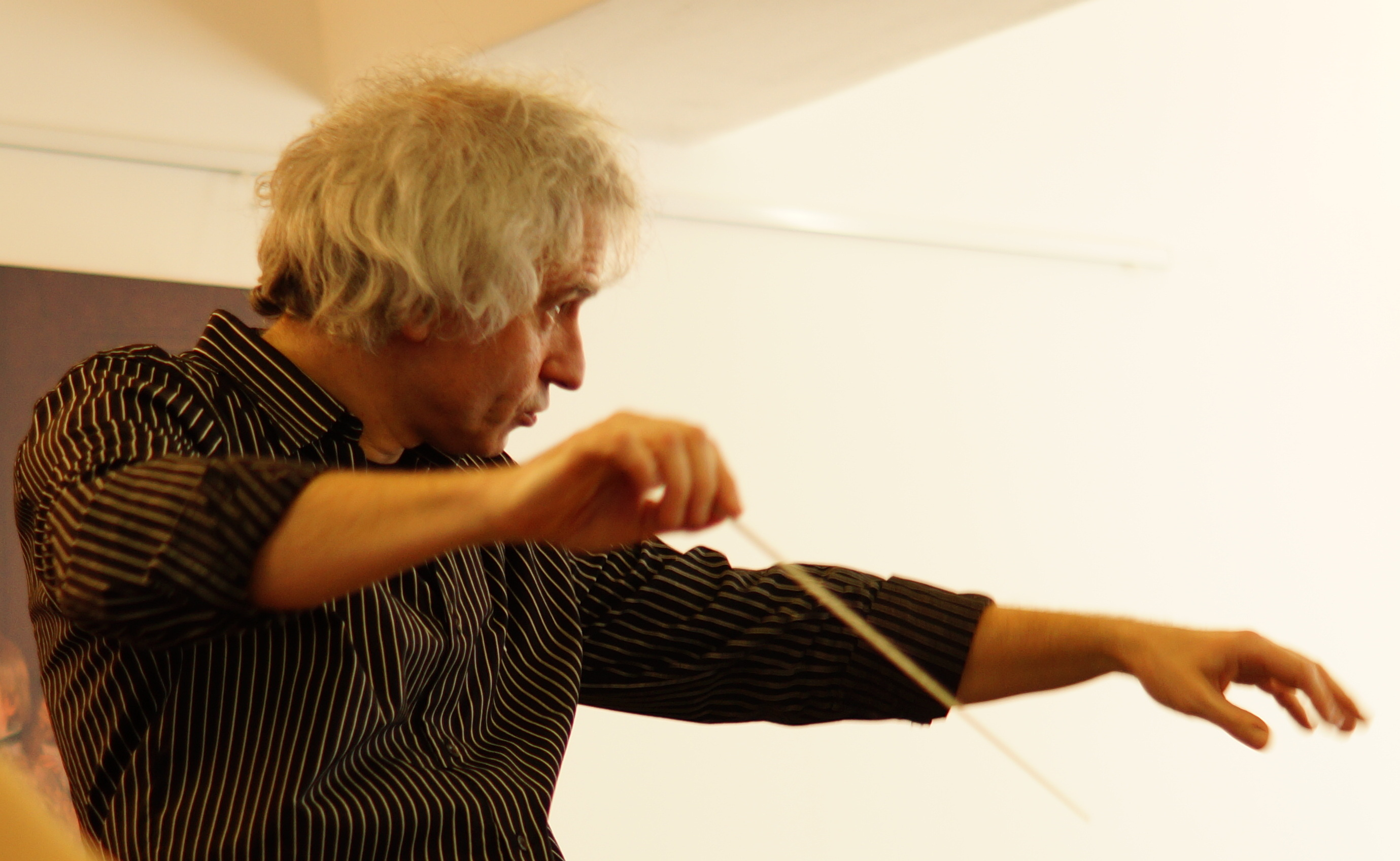
Henry Ventur bei Probearbeiten 2015

Henry Ventur (* 1965 in Leipzig) ist ein deutscher Musikpädagoge und Dirigent.

## Leben
Er studierte bei Lothar Seyfarth, Gert Frischmuth und Günter Fredrich an der Hochschule für Musik „Franz Liszt“ in Weimar und erlangte dort Abschlüsse als Diplom-Musikpädagoge und Diplom-Dirigent. Seit 1992 arbeitet er am Musikzweig der Latina „August Hermann Francke“ in Halle / vormals Spezialschule für Musik Halle und lehrt Musiktheorie und Musikgeschichte: Dort leitet er das Jugendsinfonieorchester der Latina. Ventur ist Koordinator des Musikzweiges an der Latina August Hermann Francke in Halle an der Saale. Außerdem ist er künstlerischer Leiter und Gründer des Ehemaligenorchesters der Latina zusammen mit Kerstin Haase und Sebastian Berakdar, welches 2012 ins Leben gerufen wurde, der „Symphonia Alumnorum Latinae“. Er ist darüber hinaus als Leiter der Chorleiterausbildung an der Landesmusikakademie Sachsen-Anhalt und als Dozent für Chor- und Orchesterleitung am Institut für Musik der Martin-Luther-Universität Halle-Wittenberg, und künstlerisch tätig. In dieser Richtung ist er ehrenamtlich in zahlreichen Vereinen engagiert.
Im OPAC der Deutschen Nationalbibliothek wird Ventur auch als Komponist geführt.

## Ehrungen
- 2016 Bundesverdienstkreuz am Bande[2]